# Новокирсановское сельское поселение
Новокирсановское сельское поселение — упразднённое административно-территориальное муниципальное образование в Терновском районе Воронежской области.
Административный центр сельского поселения — село Новокирсановка.
Законом Воронежской области от 4 марта 2019 года присоединено к Терновскому сельскому поселению.

## Административное деление
В состав поселения входили:
- село Новокирсановка,
- село Ржавец,
- деревня Тюменевка.